# Conde Vértigo
El Conde Vértigo es un supervillano creado por Gerry Conway, Trevor Von Eeden y Vince Colletta como enemigo de Canario Negro y más tarde de Flecha Verde en el Universo DC Comics. El Conde Vértigo es el último descendiente de la familia real que gobernó el pequeño país de Vlatava, en Europa del Este, que fue tomado por los soviéticos y luego devastado por El Espectro.
Dos encarnaciones del Conde Vértigo, Cecil Adams y Werner Zytle, aparecieron como personajes invitados en Arrow, interpretados por Seth Gabel y Peter Stormare respectivamente.

## Historia de la publicación
Vértigo aparece por primera vez en World's Finest Comics #251 (julio de 1978) y fue creado por Gerry Conway, Trevor Von Eeden y Vince Colletta.

## Biografía Ficticia

### Comenzando su carrera
Conde Vértigo apareció por primera vez en Star City, donde intentó robar de nuevo las joyas que sus padres habían vendido cuando escaparon a Inglaterra después de la guerra. La víctima de un defecto hereditario interno en el oído afectó a su equilibrio, Vértigo tenía un pequeño dispositivo electrónico implantado en su sien derecha que compensa este problema. Mientras jugaba con el dispositivo, Vértigo se enteró de que era capaz de afectar el equilibrio de otras personas, así, lo que distorsiona su percepción por lo que, literalmente, no podían distinguir entre arriba y abajo, un efecto conocido como vértigo. Vestido con un traje y tomando el nombre de "Conde Vértigo", se embarcó en una vida de crimen. Esto lo pondría en conflicto con los héroes Flecha Verde y Canario Negro. Contaba con un traje negro y verde de vértigo con su insignia de anillos concéntricos, fue diseñado por Trevor Von Eeden. El patrón del revestimiento interior de la capa era un homenaje a la obra de arte distintivamente arcano de Steve Ditko.

### Trabajando en el Escuadrón Suicida
Más tarde, tuvo que unirse al Escuadrón Suicida a cambio de una pena de prisión más corta, y se reveló que estaba plagado de trastorno bipolar. Después de que el Escuadrón Suicida se disolvió por primera vez, el Conde Vértigo fue capturado por los rebeldes de Vlatava, que deseaban usar sus poderes para derrocar al actual gobierno de Vlatava. Ellos usaron una variedad de drogas en él, cada uno con un efecto diferente sobre el conde, ya que serían, por ejemplo, de repente verse a sí mismo como un ángel de la venganza, enviado a hacer estragos en los actuales gobernantes. Aunque él mismo en gran medida se cree dueño de su propia voluntad, sus cambios de humor eran completamente sujeta a sus captores.
Fue capturado por Hiedra Venenosa cuando el Escuadrón Suicida entró y se resolvió el conflicto y Kaligari (el entonces gobernante de Vlatava) fue asesinado. Conde Vértigo fue el esclavo de Hiedra Venenosa durante un largo periodo de tiempo, durante el cual llegó a odiar a la Hiedra y frecuentemente amenazaba con matarla cuando estuviera libre de su control. Amanda Waller fue capaz de liberar a Vértigo de su control de modo que pudiera detener a un grupo de misiles de golpear Cúpula de la Roca en Jerusalén, a instancias del villano Kobra. Si la Cúpula hubiera sido destruida, vidas inocentes se habrían perdido en una guerra resultante.
Vértigo tuvo éxito, y resultó que cuando entró en rehabilitación y eliminó los productos químicos que tanto Hiedra como los rebeldes le habían inyectado en el cuerpo, se curó sin saberlo del trastorno que lo había atormentado durante tanto tiempo. Esto fue algo que le resultó difícil de manejar y se acercó a Deadshot, uno de sus compañeros de equipo, con la esperanza de que Deadshot estuviera dispuesto a terminar con su vida. Dio la casualidad de que Deadshot no se conmovió por la difícil situación de su compañero de equipo y no vio ningún problema en matar una vez más. Sin embargo, le advirtió a Vértigo que tomara una decisión; después de todo, no fallaría ni dudaría. La trama secundaria en curso finalmente culminaría en las últimas páginas del primer volumen de Suicide Squad, en el que Deadshot y Vértigo se pararon uno frente al otro, Deadshot listo para matarlo. El Conde Vértigo se dio cuenta de que, en última instancia, se trataba de un suicidio indirecto, y eso arruinaría sus posibilidades de vida en el más allá. Decidiendo por ahora que se ocuparía de la enfermedad que ahora indirectamente lo atormentaba, se alejó del duelo.
Mientras tanto, también se le acercaron miembros del gobierno de Vlatavan, que buscaban que el Conde Vértigo reclamara el lugar que le correspondía como gobernante. Se negó, afirmando que no estaba en condiciones de gobernar en este momento, ya que ni siquiera estaba seguro de si quería vivir o morir.
Vértigo también resolvió su rencor con la Hiedra Venenosa. Durante la Guerra de los Dioses, que estaba perfectamente dispuesto a dejarla morir cuando la encontró abandonada en una isla amazónica; Irónicamente, fue atado y prometió el que la liberaría y le daría su devoción eterna. Con sarcasmo, Vértigo la dejó morir en las ruinas del templo en el colapso que se encontraban. Sin embargo, Hiedra se salvó, y el Conde Vértigo más tarde a regañadientes trabaja junto a ella en el Escuadrón Suicida, dejando de lado su rencor en paz.

### La destrucción de Vlatava
En última instancia, el Conde Vértigo regresó a su tierra natal con el fin de asegurarse de que tendría una vez más que convertirse en el gobernante legítimo del país. Mientras que sus fuerzas estaban en guerra con el ejército del gobierno, El Espectro apareció, y ya trastornado, se horrorizó por la masacre que se produjo. En un ataque de rabia que considera todo el país y sus habitantes a estar lleno de pecados y decidió "limpiarla", dejando sólo al presidente de Vlatava en el momento y al Conde Vértigo.

### Agravios y una nueva Sociedad de la Injusticia
Mientras trabajaba para el gobierno de Estados Unidos por un tiempo, el Conde Vértigo finalmente buscó a su viejo enemigo Flecha Verde y después de que los dos tuvieron una pelea, el Conde Vértigo decidió dejar la venganza detrás y se centran en las perspectivas más positivas, conseguir su vida de nuevo en marcha. Posteriormente se presentó como miembro de la nueva Sociedad de la Injusticia.
También se muestra como un operativo del Escuadrón Suicida cuando intentan disuadir a la Liga de la Justicia de la investigación del proyecto "Camino de la Salvación".

### Crisis Infinita, 52 y un año después
Conde Vértigo se ha visto entre las filas de la Sociedad Secreta de Supervillanos de Lex Luthor en las páginas de "Crisis Infinita".
Apareció durante la serie de "52", como miembro del Escuadrón Suicida dirigida por Atom Smasher en contra de la Familia Black Marvel. Él está con Capitán Boomerang (Owen Mercer), Persuader, Plastique y Electrocutor.
Aparece en "Un año después" en el renovado Checkmate del título como parte de su reparto regular como Caballero de la Reina Blanca (Amanda Waller). Él es más visto por capturar a los Renegados responsables de la muerte de Flash, junto con un nuevo Escuadrón Suicidia compuesto por Tigre de Bronce, el Capitán Boomerang (Owen Mercer), Plastique, Multiplex y Deadshot.
Incluso más tarde, volvería a aparecer como agente del Escuadrón Suicida de Waller, poniéndose fielmente del lado de ella en la destrucción de una conspiración para liberar a un agente viral violento, trabajando junto con el agente Rey Faraday. En esta capacidad, también se batiría en duelo contra los Seis Secretos y derrotaría brevemente a Black Alice con sus habilidades de Vértigo.
Durante los eventos de Final Crisis, se le ve derrotado como parte de un escuadrón Checkmate enviado contra las fuerzas de Darkseid en Bludhaven. Visto con él está la Mujer Negativa, Mr. Bones y miembros de Atomic Knights. La versión novedosa de Final Crisis dice que el Conde Vértigo y los demás han sido asesinados.

### Los Nuevos 52 / Werner Zytle
En septiembre de 2011, The New 52 reinició la continuidad de DC. En esta nueva línea de tiempo, Conde Vértigo hizo su debut en Green Arrow (vol. 5) #22. Aquí, él es Werner Zytle, gobernante de la pequeña nación de Vlatava. Aunque de herencia noble, su familia perdió su fortuna y tuvo que huir a Canadá. Mientras estuvo allí, Zytle se involucró con el crimen organizado, utilizando las ganancias de sus actividades ilegales para financiar el regreso a Vlatava y reclamar su derecho de nacimiento. Aunque parece ser un monarca amable y benévolo, continúa involucrado en el crimen organizado, utilizando el alias Conde Vértigo. Cuando Green Arrow viaja a Vlatava para rescatar a una secuestrada Shado, Vértigo nota que el Arquero Esmeralda tendrá que apuntar para luchar contra él, y su poder lo hará imposible. Los aliados de Oliver detonan de forma remota una flecha EMP en su carcaj, dándoles a él y a Shado la oportunidad de escapar. Green Arrow (vol. 5) # 23.1, un vínculo del "Mes de los villanos", también conocido como Count Vertigo # 1, examina la juventud de Vértigo en Vancouver y su regreso a Vlatava.
El Conde Vértigo aparece más tarde como miembro de los Longbow Hunters de Richard Dragon. Con un nuevo look en DC Rebirth, Conde Vértigo aparece en Green Arrow.

## Poderes y habilidades
Al haberse criado en una familia noble, Vértigo fue entrenado en combate marcial clásico, en boxeo, esgrima y equitación. También ha sido entrenado en el judo y el karate general. 
Al unirse a Task Force X y Checkmate, aprendió otras habilidades de combate cuerpo a cuerpo.
También tiene su "Efecto Vértigo" que usa su poder para alterar el equilibrio de sus enemigos. En combates cuerpo a cuerpo, Vértigo usa su poder para desorientar a sus oponentes. También utiliza el efecto de vértigo para interrumpir el objetivo de hombres armados, francotiradores y similares. El rango exacto de su alcance está aún por determinar. Esta capacidad también es capaz de perturbar los sistemas de guía de misiles, vehículos y sistemas de detección de todo tipo (láseres, cámaras, placas de piso sensibles a la presión, infrarroja, térmica y la visión nocturna). Conde Vértigo también usa botas magnéticas con la que se puede caminar por paredes o techos. También en los últimos años ganó la capacidad de vuelo.

### La Enfermedad de Ménière
Durante una pelea con la Sociedad de la Justicia de América, Doctor Medianoche sugirió que la fuente de los poderes del Conde Vértigo era una condición conocida como Enfermedad de Ménière. Esta condición hace que el Vértigo constante en las personas afectadas y, en algunos casos - como el de Conde Vértigo - sordera. Por lo tanto, los dispositivos de ayuda auditiva utilizados por Vértigo para infligir su condición sobre otros son necesarios para que él sea capaz de escuchar o mantener el equilibrio, creando una debilidad que sus oponentes pueden explotar fácilmente.

## Otras versiones

### Flashpoint
En la línea de tiempo alterna de Flashpoint, Vértigo perdió a su familia a manos de la guerra entre Amazonas y Atlantes. Se ofreció para ser parte de la Resistencia para rescatar a algunos de los miembros del circo, Deadman, Dick Grayson y Rag Doll para la Resistencia. Vertigo luego recupera el Yelmo de Nabu del Doctor Fate de los ataques de las Amazonas. Vértigo y los otros miembros del circo corren al campo en busca de refuerzos, pero Vértigo muere, empalado en una lanza. Un Vértigo moribundo le dice a Dick que tome el timón y lo asegure.

## En otros medios

### Televisión
- Conde Vértigo, conocido simplemente como Vértigo, aparece en el episodio de Batman: La serie animada, "Off Balance", con la voz de Michael York. El "Efecto Vértigo" de esta versión se deriva de un parche en el ojo, que Batman teoriza que es radiactivo, y es un miembro destacado de la Sociedad de las Sombras. Después de ser derrotado por Batman y Talia al Ghul, Vértigo se presume muerto.
- Conde Vértigo apareció en la quinta temporada de The Batman, episodio "Vértigo", interpretado por Greg Ellis. Esta versión es un científico y ex empleado de Oliver Queen que maneja un ocular mecánico, que usó para dejar varado a Queen en una isla desierta durante años. Algún tiempo después, Vértigo utiliza uno de los laboratorios de Wayne Enterprises con el fin de construir un giroscopio para causar vértigo a los guardias en la casa de moneda (que también afecta a los niños) sólo para ser frustrado por Batman y Flecha Verde.
- Conde Vértigo aparece en Young Justice, con la voz de Steven Blum. Esta versión es miembro de la Luz. Presentado en el episodio "Revelation", Luz le asigna la tarea de liderar la Liga de la Injusticia para sacar a la Liga de la Justicia y al Equipo de su rastro. Mientras la Liga de la Injusticia es derrotada, Vertigo usa su inmunidad diplomática para evitar la prisión. En el episodio "Coldhearted", intenta asesinar a su sobrina, la reina Perdita Vladek, con la esperanza de apoderarse de Vlatava, pero es frustrado por Kid Flash, le revocan la inmunidad diplomática y lo encarcelan en Belle Reve. A partir de la tercera temporada, en los episodios "Royal We" y "Eminent Threat", Vértigo escapó de la prisión y participó en una red de tráfico de metahumanos en Markovia, solo para ser derrotado por el Equipo una vez más.
- Dos encarnaciones del Conde Vértigo aparecen en Arrow, ambas involucradas en la distribución de una droga callejera llamada "Vértigo" y mostrando una gran habilidad para usarla como arma ofensiva a través de jeringas.
  - El primero es un traficante de drogas secreto llamado Cecil Adams,[16] quién es interpretado por Seth Gabel y aparece en el episodio de la segunda temporada "State v. Queen". Si bien no tiene nombre en el episodio, su nombre se revela en el episodio de la  quinta temporada "Kapiushon". Inicialmente usando el nombre de la calle "El Conde" (basado en las marcas de agujas de sus drogas que se asemejan a las mordeduras de vampiros) antes de tomar el nombre de "Conde Vértigo", envenena a los ciudadanos de Starling City, como Thea Queen, con su droga homónima. Al enterarse de esto, su hermano Oliver Queen desarrolla una amarga rivalidad con Adams, que culmina con el primero matándolo antes de que pueda dosificar fatalmente a Felicity Smoak con Vértigo.
  - El segundo es el sucesor de Adams, Werner Zytle, interpretado por Peter Stormare. En los episodios de la tercera temporada "The Calm" y "Canaries", se convierte en el nuevo "Vertigo" y aprovecha que Queen captura a sus rivales de la mafia para construir rápidamente un imperio criminal. Además, Zytle modificó su droga homónima para que haga que el usuario experimente sus miedos más profundos. A lo largo de sus apariciones, lucha contra Queen y Laurel Lance, quienes eventualmente capturan a Zytle.

### Cine
- Según los informes, Conde Vértigo apareció en el guion de David S. Goyer para Escape from Super Max como un recluso de la Penitenciaría Super Max titular para Metahumans.[17]
- Conde Vértigo aparece en DC Showcase: Green Arrow, con la voz de Steve Blum. En el corto, contrata a Merlyn para asesinar a la princesa Perdita (sobrina de Vértigo y la heredera al trono de Vlatava). Después de que Merlyn es derrotado por Flecha Verde, contando los pasos del vértigo y en los intentos de matar tanto la Flecha Verde y Perdita, dejándolos indefensos mediante el uso de su ataque de vértigo. Antes de que pudiera moverse adentro para la matanza, el Conde Vértigo es derrotado cuando Canario Negro que llega y golpea hasta dejarlo inconsciente con su "Canary Cry".
- Conde Vértigo aparece en flashbacks representados en Suicide Squad: Hell to Pay, con la voz de Jim Pirri. Esta versión era miembro de una iteración anterior del Escuadrón Suicida que formó una alianza con Jewelee en un intento de traicionar a Amanda Waller, solo para ser asesinado por este último por ello.

### Videojuegos
Conde Vértigo aparece como un personaje jugable en Lego DC Super-Villains, nuevamente con la voz de Steve Blum.

### Varios
La encarnación de Arrowverso de Werner Zytle aparece en el cómic Arrow: Temporada 2.5.